# Zwangerschapstest
Een zwangerschapstest is een onderzoek om te bepalen of een vrouw zwanger is of niet. Deze testen kunnen bij de drogist, apotheek of online gekocht worden en worden met name thuis gebruikt door vrouwen die uit willen zoeken of zij zwanger zijn.

## Geschiedenis

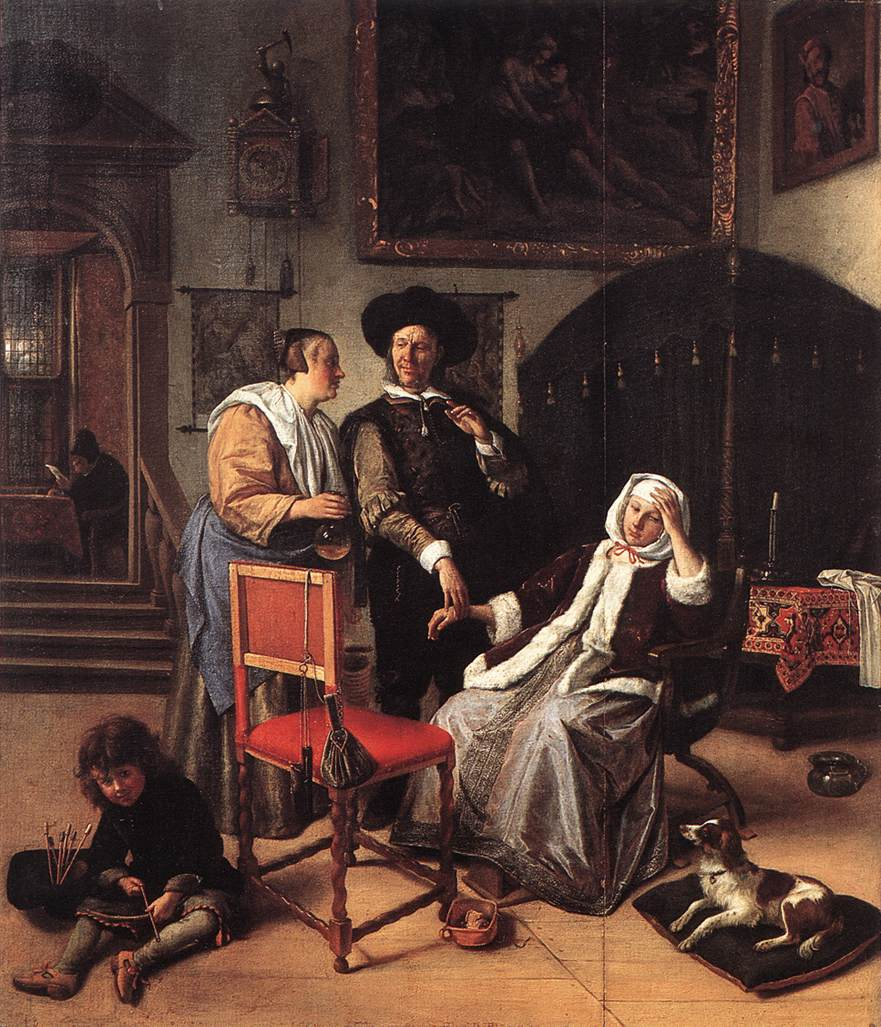
Het doktersbezoek van Jan Steen. Hier is te zien hoe de dokter een stukje stof (dat in de urine van de patiënt was gedoopt) verbrandt om op zwangerschap te testen.

Zwangerschapstests bestaan al veel eeuwen, maar de eerste vormen ervan waren niet veel beter dan het opgooien van een munt. Zo werd vroeger wel het veterpotje gebruikt, waarmee door een gloeiende veter een scherpe brandgeur werd opgewekt, die een zwangere makkelijk deed kokhalzen (ochtendmisselijkheid).
Later vonden bepalingen gebaseerd op hormoonspiegels ingang. Vanaf 1928 werden vrouwelijke muizen gebruikt waarin urine van de te testen vrouw werd gespoten. Na vijf dagen werd de muis gedood en werden de eierstokken bestudeerd. Indien positief waren er specifieke veranderingen waar te nemen aan de eierstokken van de muis. Later werd bij konijnen ontdekt dat deze al na twee dagen gedood en onderzocht konden worden.
Een nog grotere tijdsbesparing werd in 1931 bereikt toen ook de klauwkikker (Xenopus laevis) kon worden gebruikt, dit is een kikker uit zuidelijk Afrika. De vrouwelijke kikkers leggen eieren na vijf tot achttien uur nadat ze werden ingespoten met urine van een zwangere vrouw, ze hoefden dus niet te worden gedood. Deze kikkersoort werd lange tijd over de gehele wereld als zwangerschapstest gebruikt.
In 1971 werd de eerste chemische test ontwikkeld die men thuis kan uitvoeren. Tegenwoordig kunnen (digitale en normale) testen gekocht worden bij drogisten, apotheken of via internet.

## Methode

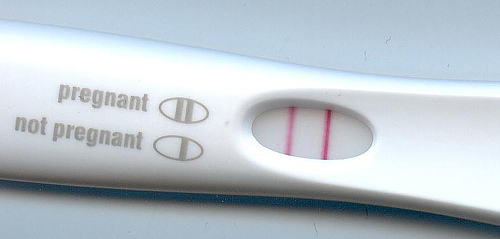
Positieve HCG-urinetest: links de teststreep, rechts de controlestreep.

Tegenwoordig wordt vrijwel uitsluitend gebruikgemaakt van een immunologische bepaling van het hormoon humaan chorion gonadotrofine (beta-hCG) in ochtendurine.
Bij niet-zwangere vrouwen en bij mannen is hCG normaal niet meetbaar. Gedurende de zwangerschap zal vanaf het moment van de gemiste menstruatie de hoeveelheid hCG elke 2 tot 3 dagen verdubbelen tot de 10e week. Daarna zal het op een bepaald niveau in het bloed aanwezig blijven. Enkele weken na de bevalling is hCG niet meer meetbaar. De test is, in het geval van zwangerschap, in het algemeen positief vanaf de dag van de verwachte menstruatie (na de bevruchting) of 1 à 2 dagen later.
De testen zijn vaak eenvoudig uit te voeren door een stripje in de urine te houden. Dit kan gedaan worden door eerst urine op te vangen in een potje en daarna de strip in de urine te houden voor een paar seconden. Een andere manier is om de strip enkele seconden direct in de urinestraal boven de wc te houden. Na enkele minuten kan het resultaat afgelezen worden. Het aflezen van het resultaat kan per merk van de test verschillen. Meestal gaat het om een kleurreactie waarbij op een specifieke plaats een (blauw of rood (bij nieuwere testen)) streepje zichtbaar moet worden. Om te beoordelen of de test goed is uitgevoerd is ook vaak een controle aangebracht op de teststrip. Deze moet altijd een positieve reactie vertonen. Als dat niet zo is, moet de test opnieuw uitgevoerd worden. Deze kleurreactie moet echter niet verward worden met de kleurreactie van de urine zelf. Het is dus voor een goede uitvoering en interpretatie van de test belangrijk dat de bijsluiter van de test goed gelezen wordt.
Er worden ook testen aangeboden (zogenaamde Ultra Zwangerschapstest) die dusdanig gevoelig zijn dat er al getest kan worden tot bijna een week voor de menstruatie. Ongeveer 60% van de zwangerschappen eindigen echter voortijdig. Veelal gebeurt dat zeer vroeg in de zwangerschap (in het subklinische stadium). Het gebruik van deze ultra zwangerschapstesten wordt over het algemeen niet aangeraden. Testen op of rond de te verwachten menstruatie is wel toegelaten. Naast de urine testen is de beta-hCG-bepalingen in het bloed gevoeliger.

## Foutieve uitslagen
De betrouwbaarheid is hoog: ca. 99% sensitiviteit en specificiteit. Hiermee behoort de zwangerschapstest tot een van de meest betrouwbare zelftesten. Onjuiste uitslagen komen daarom vrijwel niet voor. In specifieke gevallen kan de test fout negatief of positief aangeven.
Foutief negatieve uitslagen kunnen soms voorkomen door:
- te vroeg te testen: nog niet voldoende hormoon aangemaakt. De test kan dan na een paar dagen herhaald worden. Indien er sprake is van zwangerschap zal de test dan alsnog positief zijn.
- buitenbaarmoederlijke zwangerschap: lagere hormoonspiegels
- veel drinken (plas minder geconcentreerd). De urine wordt dan in die mate verdund dat een positieve reactie gemist kan worden. In dat geval kan de test herhaald worden met ochtendurine. De eerste urine van de dag is altijd meer geconcentreerd. De kans dat dan de test foutief negatief is, is dan veel kleiner.

Foutief positieve uitslagen kunnen soms voorkomen door:
- alweer afgebroken zwangerschap (vrucht binnen enkele dagen spontaan verloren gegaan, hormoon ijlt nog wat na)
- oude of onjuist bewaarde test
- (in zeldzame gevallen) een choriocarcinoom
- tumoren (deze kunnen hCG afgeven)

Het gebruik van medicatie kan ook leiden tot een foutief positieve uitslag, deze omvatten:
- Anti-epileptica
- Anti-Parkinson
- Sommige tranquillizers
- Sommige diuretica
- Promethazine